# Réputation
 (décembre 2011).
Si vous disposez d'ouvrages ou d'articles de référence ou si vous connaissez des sites web de qualité traitant du thème abordé ici, merci de compléter l'article en donnant les références utiles à sa vérifiabilité et en les liant à la section « Notes et références ».
La réputation est l'opinion (plus techniquement, l'évaluation sociale) du public envers une personne, un groupe, ou une organisation. La réputation est un facteur important dans de nombreux domaines, tels que l'éducation, le commerce, le réseautage social ou le statut social. 
La réputation est un mécanisme de contrôle social hautement efficace par son ubiquité et sa spontanéité. Elle est un sujet d'étude en sciences sociales, en management, et en technologies des sciences. Son influence va des secteurs compétitifs tels que le marché, aux secteurs coopératifs comme les firmes, les organisations, les institutions ou les communautés. De plus, la réputation agit sur différents niveaux d'agencements, individuels et supra-individuels. Au niveau supra-individuel, la réputation concerne les groupes, les communautés, les collectivités, et les entités sociales abstraites (tels que les firmes, les corporations, les organisations, les pays, les cultures, ou même les civilisations). La réputation affecte des phénomènes d'ampleur très différentes, de la vie quotidienne aux relations entre les nations. La réputation est un instrument fondamental de l'ordre social basé sur un contrôle social distribué et spontané.

## La réputation du point de vue cognitif
La réputation n'a été étudiée du point de vue cognitif qu'à partir du début des années 1980 dans des études sur la coopération et les dilemmes sociaux.   
La réputation, en tant que méta-croyance (une croyance sur la croyance) socialement transmise, dépend de l'aptitude d'un agent à se plier à certaines normes sociales et à avoir des comportements socialement désirables (réciprocité, coopération). La réputation joue ainsi un rôle important dans l'évolution de ces comportements : la transmission de la réputation incite les comportements sociaux désirables. Plutôt que de se concentrer uniquement sur les propriétés de la réputation, le modèle cognitif de la réputation s'intéresse donc essentiellement à sa transmission et à sa propagation. 
On peut par exemple étudier la réputation cognitive dans le cas de deux agents, l'un (le conseillé) qui demande des conseils à propos d'un danger dans une transaction financière avec un autre parti (le partenaire potentiel, la cible), et le second (le conseiller) qui donne les conseils.     
Le conseil donné tombera systématiquement dans l'une de ces trois catégories :
1. Le conseiller déclare qu'il croit que le partenaire potentiel est bon (ou pas) pour la transaction de l'objet ;
2. Le conseiller déclare qu'il croit qu'un autre agent ou ensemble d'agents (nommés ou définis) croient que le partenaire est bon (ou pas) pour la transaction de l'objet.
3. Le conseiller déclare qu'il croit qu'un ensemble non défini d'agents croient que le partenaire est bon (ou pas) pour la transaction.

Ces trois catégories tombent sous les différents niveaux de croyances (le conseiller déclare, mais peut mentir ; ils croient, mais peuvent se tromper, etc.) Les catégories sont triées par ordre de responsabilité. Les deux derniers cas ne sont pas nécessairement compliqués ou rares. En fait, la plupart des rumeurs tombent sous la troisième catégorie, et à l'exception des interactions électroniques, il s'agit de la forme la plus fréquente de référence. Cet exemple montre que la réputation cognitive d'un objet dépend de son évaluation sociale : c'est-à-dire de l'évaluation de cet objet (la cible) pour un agent social (individuel ou supra individuel) par un autre agent social (l'évaluateur).